# Boks na Igrzyskach Azjatyckich 2018
Boks na Igrzyskach Azjatyckich 2018 – jedna z dyscyplin rozgrywana podczas igrzysk azjatyckich w Dżakarcie i Palembangu. Zawody odbyły w dniach 24 sierpnia – 1 września w Jakarta International Expo w stolicy Indonezji. Do rywalizacji w jednej konkurencji przystąpiło 207 zawodników z 31 państw.

## Uczestnicy
W zawodach wzięło udział 207 zawodników z 31 państw.
| Reprezentacja                | Liczba zawodników |
| ---------------------------- | ----------------- |
| Afganistan                   | 4                 |
| Bhutan                       | 7                 |
| Chiny                        | 10                |
| Chińskie Tajpej              | 6                 |
| Filipiny                     | 10                |
| Indie                        | 10                |
| Indonezja                    | 10                |
| Irak                         | 4                 |
| Iran                         | 3                 |
| Japonia                      | 8                 |
| Jordania                     | 4                 |
| Katar                        | 3                 |
| Kazachstan                   | 11                |
| Kirgistan                    | 10                |
| Korea Południowa             | 10                |
| Korea Północna               | 8                 |
| Laos                         | 4                 |
| Makau                        | 1                 |
| Malezja                      | 1                 |
| Mongolia                     | 10                |
| Nepal                        | 8                 |
| Pakistan                     | 8                 |
| Sri Lanka                    | 6                 |
| Syria                        | 4                 |
| Tadżykistan                  | 6                 |
| Tajlandia                    | 10                |
| Timor Wschodni               | 5                 |
| Turkmenistan                 | 7                 |
| Uzbekistan                   | 9                 |
| Wietnam                      | 6                 |
| Zjednoczone Emiraty Arabskie | 4                 |
| 31 reprezentacji             | 207               |

## Medaliści
| Konkurencja                  | Złoto                    | Srebro                   | Brąz                 |           |
| Mężczyźni                    | Mężczyźni                | Mężczyźni                | Mężczyźni            | Mężczyźni |
| ---------------------------- | ------------------------ | ------------------------ | -------------------- | --------- |
| Waga papierowa (49 kg)       | Amit Panghal             | Hasanboy Dusmatov        | Carlo Paalam         | [ 3 ]     |
| Waga papierowa (49 kg)       | Amit Panghal             | Hasanboy Dusmatov        | Wu Zhonglin          | [ 3 ]     |
| Waga musza (52 kg)           | Jasurbek Latipov         | Rogen Ladon              | Azat Usenaliew       | [ 4 ]     |
| Waga musza (52 kg)           | Jasurbek Latipov         | Rogen Ladon              | Yuttapong Tongdee    | [ 4 ]     |
| Waga kogucia (56 kg)         | Mirazizbek Mirzakhalilov | Jo Hyo-nam               | Sunan Agung Amoragam | [ 5 ]     |
| Waga kogucia (56 kg)         | Mirazizbek Mirzakhalilov | Jo Hyo-nam               | Xu Boxiang           | [ 5 ]     |
| Waga lekka (60 kg)           | Erdenebat Cendbaatar     | Shunkor Abdurasulov      | Shan Jun             | [ 6 ]     |
| Waga lekka (60 kg)           | Erdenebat Cendbaatar     | Shunkor Abdurasulov      | Rujakran Juntrong    | [ 6 ]     |
| Waga lekkopółśrednia (64 kg) | Ikboljon Kholdarov       | Baatarsüch Czinzorig     | Daisuke Narimatsu    | [ 7 ]     |
| Waga lekkopółśrednia (64 kg) | Ikboljon Kholdarov       | Baatarsüch Czinzorig     | Wuttichai Masuk      | [ 7 ]     |
| Waga półśrednia (69 kg)      | Bobo Usmon Baturov       | Asłanbiek Szymbiergienow | Saylom Ardee         | [ 8 ]     |
| Waga półśrednia (69 kg)      | Bobo Usmon Baturov       | Asłanbiek Szymbiergienow | Zeyad Eashash        | [ 8 ]     |
| Waga średnia (75 kg)         | Israil Madrimov          | Abilchan Amankuł         | Eumir Felix Marcial  | [ 9 ]     |
| Waga średnia (75 kg)         | Israil Madrimov          | Abilchan Amankuł         | Vikas Krishan        | [ 9 ]     |
| Kobiety                      |                          |                          |                      |           |
| Waga musza (51 kg)           | Chang Yuan               | Pang Chol-mi             | Lin Yu-ting          | [ 10 ]    |
| Waga musza (51 kg)           | Chang Yuan               | Pang Chol-mi             | Nguyễn Thị Tâm       | [ 10 ]    |
| Waga lekka (57 kg)           | Yin Junhua               | Jo Son-hwa               | Nilawan Techasuep    | [ 11 ]    |
| Waga lekka (57 kg)           | Yin Junhua               | Jo Son-hwa               | Huang Hsiao-wen      | [ 11 ]    |
| Waga średnia (60 kg)         | Oh Yeon-ji               | Sudaporn Seesondee       | Choe Hye-song        | [ 12 ]    |
| Waga średnia (60 kg)         | Oh Yeon-ji               | Sudaporn Seesondee       | Huswatun Hasanah     | [ 12 ]    |

## Tabela medalowa
| Pozycja | Reprezentacja    | Złoto | Srebro | Brąz | Razem |
| ------- | ---------------- | ----- | ------ | ---- | ----- |
| 1.      | Uzbekistan       | 5     | 2      | 0    | 7     |
| 2.      | Chiny            | 2     | 0      | 3    | 5     |
| 3.      | Mongolia         | 1     | 1      | 0    | 2     |
| 4.      | Indie            | 1     | 0      | 1    | 2     |
| 5.      | Korea Południowa | 1     | 0      | 0    | 1     |
| 6.      | Korea Północna   | 0     | 3      | 1    | 4     |
| 7.      | Kazachstan       | 0     | 2      | 0    | 2     |
| 8.      | Tajlandia        | 0     | 1      | 5    | 6     |
| 9.      | Filipiny         | 0     | 1      | 2    | 3     |
| 10.     | Chińskie Tajpej  | 0     | 0      | 2    | 2     |
| 10.     | Indonezja        | 0     | 0      | 2    | 2     |
| 12.     | Japonia          | 0     | 0      | 1    | 1     |
| 12.     | Jordania         | 0     | 0      | 1    | 1     |
| 12.     | Kirgistan        | 0     | 0      | 1    | 1     |
| 12.     | Wietnam          | 0     | 0      | 1    | 1     |
| Razem   | Razem            | 10    | 10     | 20   | 40    |